# Fuente el Olmo de Fuentidueña
Fuente el Olmo de Fuentidueña település Spanyolországban, Segovia tartományban. Fuente el Olmo de Fuentidueña Fuentidueña, San Miguel de Bernuy, Torrecilla del Pinar, Fuentepiñel, Fuentesaúco de Fuentidueña és Calabazas de Fuentidueña községekkel határos. Lakosainak száma 395 fő (2024).

## Népesség
A település népessége az elmúlt években az alábbi módon változott:
| Lakosok száma | 147  | 124  | 102  | 113  | 200  | 180  | 170  | 176  | 180  | 395  |
|               | 2001 | 2004 | 2007 | 2009 | 2012 | 2014 | 2017 | 2019 | 2022 | 2024 |